# Broughton Astley
Broughton Astley est une paroisse civile et un village du Leicestershire, en Angleterre.